# Exoplisia azuleja
Exoplisia azuleja is een vlindersoort uit de familie van de prachtvlinders (Riodinidae), onderfamilie Riodininae.
Exoplisia azuleja werd in 2007 beschreven door Callaghan, Llorente & Luis.